# جان ماتسون
جان ماتسون (بالسويدية: Jan Mattsson)‏ (17 أبريل 1951 بالسويد - ) هو مدرب كرة قدم ولاعب كرة قدم سويدي في مركز الهجوم. شارك مع منتخب السويد لكرة القدم. أما مع النوادي، فقد لعب مع فورتونا دوسلدورف ونادي أوسترس ونادي أوردينغن 05.

## مسيرته الكروية
لعب جان ماتسون خلال مسيرته الاحترافية مع 3 أندية في ثمانية عشر موسمًا وسجل خلالها 198 هدف ضمن 350 مباراة. ولم يفز بأي موسم بالكأس وفاز في موسم واحد بالدوري.
خاض جان ماتسون مسيرته مع نادي أوسترس في موسم 1969 في المرة الأولى ليلعب معه سبعة مواسم ثم في موسم 1981 ليلعب معه أربعة مواسم، مشاركًا طوالها في 210 مباراة سجل خلالها 124 هدف. ثم انتقل إلى نادي فورتونا دوسلدورف في موسم 1975–76 ولمدة موسمين، حيث شارك في 23 مباراة سجل خلالها 10 أهداف. لينتقل بعدها إلى نادي أوردينغن 05 في موسم 1976–77 ليلعب معه خمسة مواسم، مشاركًا في 117 مباراة سجل خلالها 64 هدفًا.

## وصلات خارجية
- جان ماتسون على موقع قاعدة بيانات كرة القدم.إي يو (الإنجليزية)
- جان ماتسون على موقع بيانات كرة القدم. دي إي (الألمانية)
- جان ماتسون على موقع ناشيونال فوتبول تيمز (الإنجليزية)
- جان ماتسون على موقع عالم كرة القدم.نت (الإنجليزية)